# Mayodan
Mayodan est une ville américaine située dans le comté de Rockingham dans l'État de Caroline du Nord. En 2010, sa population était de 2 478 habitants.

## Démographie
| 1900 | 1910 | 1920  | 1930  | 1940  | 1950  |
| ---- | ---- | ----- | ----- | ----- | ----- |
| 904  | 874  | 1 886 | 1 948 | 2 323 | 2 246 |

| 1960  | 1970  | 1980  | 1990  | 2000  | 2010  |
| ----- | ----- | ----- | ----- | ----- | ----- |
| 2 366 | 2 875 | 2 627 | 2 471 | 2 417 | 2 478 |

## Source de la traduction
- (en) Cet article est partiellement ou en totalité issu de l’article de Wikipédia en anglais intitulé « Mayodan, North Carolina » (voir la liste des auteurs).